# Seli (Rae)
Seli – wieś w Estonii, w prowincji Harju, w gminie Rae.
| Rok                | 2003 | 2008 | 2009 | 2010 |
| ------------------ | ---- | ---- | ---- | ---- |
| Liczba mieszkańców | 13   | 22   | 23   | 24   |